# Emile Meyer
Emile Meyer (New Orleans, 18 agosto 1910 – Covington, 19 marzo 1987) è stato un attore statunitense.

## Filmografia parziale

### Cinema
- I pirati della Croce del Sud (Hurricane Smith), regia di Jerry Hopper (1952)
- Il cavaliere della valle solitaria (Shane), regia di George Stevens (1953)
- Rivolta al blocco 11 (Riot in Cell Block 11), regia di Don Siegel (1954)
- Al di là del fiume (Drums Across the River), regia di Nathan H. Juran (1954)
- La campana ha suonato (Silver Lode), regia di Allan Dwan (1954)
- Il colpevole è fra noi (Shield for Murder), regia di Howard W. Koch, Edmond O'Brien (1954)
- Giungla umana (The Human Jungle), regia di Joseph M. Newman (1954)
- La vergine della valle (White Feather), regia di Robert D. Webb (1955)
- Il seme della violenza (Blackboard Jungle), regia di Richard Brooks (1955)
- L'altalena di velluto rosso (The Girl in the Red Velvet Swing), regia di Richard Fleischer (1955)
- Gli implacabili (The Tall Men), regia di Raoul Walsh (1955)
- L'uomo dal braccio d'oro (The Man with the Golden Arm), regia di Otto Preminger (1955)
- Il paradiso dei fuorilegge (Stranger on Horseback), regia di Jacques Tourneur (1955)
- Sangue caldo (Man with the Gun), regia di Richard Wilson (1955)
- Il marchio del bruto (Raw Edge), regia di John Sherwood (1956)
- Il mio amante è un bandito (The Maverick Queen), regia di Joseph Kane (1956)
- Il vendicatore dell'Arizona (Gun the Man Down), regia di Andrew V. McLaglen (1956)
- Badlands of Montana, regia di Daniel B. Ullman (1957)
- Piombo rovente (Sweet Smell of Success), regia di Alexander Mackendrick (1957)
- Orizzonti di gloria (Paths of Glory), regia di Stanley Kubrick (1957)
- Faccia d'angelo (Baby Face Nelson), regia di Don Siegel (1957)
- Crimine silenzioso (The Lineup), regia di Don Siegel (1958)
- I fuorilegge della polizia (The Case Against Brooklyn), regia di Paul Wendkos (1958)
- Duello a Forte Smith (The Fiend Who Walked the West), regia di Gordon Douglas (1958)
- Inferno nel penitenziario (Revolt in the Big House), regia di R.G. Springsteen (1958)
- Domani m'impiccheranno (Good Day for a Hanging), regia di Nathan Juran (1959)
- Lo stallone selvaggio (King of the Wild Stallions), regia di R.G. Springsteen (1959)
- Il pistolero Jessie James (Young Jesse James), regia di William F. Claxton (1960)
- Taggart - 5.000 dollari vivo o morto (Taggart), regia di R.G. Springsteen (1964)
- Io sono Dillinger (Young Dillinger), regia di Terry O. Morse (1965)
- Agguato nel sole (Hostile Guns), regia di R.G. Springsteen (1967)
- Assalto finale (A Time for Killing), regia di Phil Karlson e Roger Corman (1967)
- Meglio morto che vivo (More Dead Than Alive), regia di Robert Sparr (1969)
- Organizzazione crimini (The Outfit), regia di John Flynn (1973)
- Vivere pericolosamente (Macon County Line), regia di Richard Compton (1974)

### Televisione
- Men of Annapolis – serie TV, episodi 1x04-1x06 (1957)
- The Restless Gun – serie TV, episodi 1x10-1x17 (1957-1958)
- L'uomo ombra (The Thin Man) – serie TV, episodio 2x01 (1958)
- Maverick – serie TV, 3 episodi (1958-1962)
- Tales of Wells Fargo – serie TV, episodio 3x26 (1959)
- Peter Gunn – serie TV, episodio 2x07 (1959)
- Tightrope – serie TV, episodio 1x30 (1960)
- Wichita Town – serie TV, episodio 1x18 (1960)
- Indirizzo permanente (77 Sunset Strip) – serie TV, episodio 2x16 (1960)
- This Man Dawson – serie TV, 2 episodi (1960)
- Outlaws – serie TV, episodio 2x10 (1961)
- Gli uomini della prateria (Rawhide) – serie TV, episodio 5x02 (1962)
- Il ragazzo di Hong Kong (Kentucky Jones) – serie TV, episodio 1x07 (1964)
- Bonanza – serie TV, episodio 11x24 (1970)

## Doppiatori italiani
- Olinto Cristina in Il cavaliere della valle solitaria
- Giorgio Capecchi in Il colpevole è fra noi, Orizzonti di gloria
- Bruno Persa in Guerra indiana
- Mario Besesti in L'altalena di velluto rosso
- Luigi Pavese in Sangue caldo, Piombo rovente